# Donga (flod)
Donga är ett vattendrag i Kamerun, på gränsen till Nigeria. Det ligger i den nordvästra delen av landet, 500 km norr om huvudstaden Yaoundé.